# Lockheed Have Blue
Have Blue war der Codename eines hochgeheimen Programms zur Entwicklung eines Tarnkappenflugzeugs durch die Sonderentwicklungsabteilung Skunk Works des US-amerikanischen Herstellers Lockheed. Aus den beiden Erprobungsträgern Have Blue Experimental Survivable Testbed (XST) ging die F-117A Nighthawk hervor.

## Geschichte

### Hintergrund

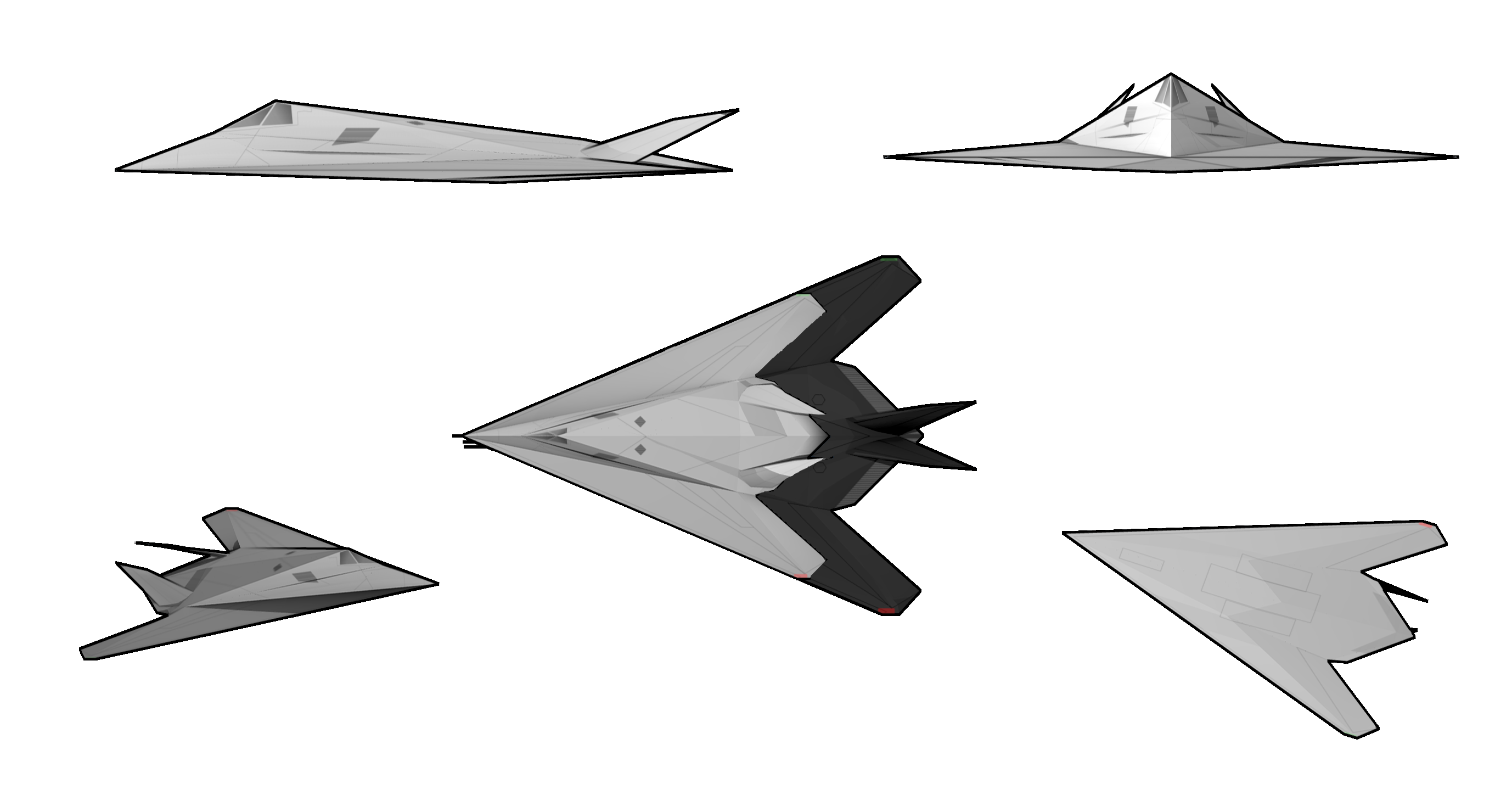
Skizzen der Have Blue und Größenvergleich mit der F-117 in der Aufsicht

Die Ursprünge der F-117 lassen sich bis ins Jahr 1974 zurückverfolgen. Zu diesem Zeitpunkt begann die DARPA, eine Organisation zur Erforschung neuer Technologien für die US-Streitkräfte, im Rahmen des Projekts Harvey (der Name ist eine ironische Anspielung auf den unsichtbaren Hasen, der James Stewart im Film Mein Freund Harvey begleitet) mit Studien über Fluggeräte mit geringer Entdeckungswahrscheinlichkeit. Verschiedene Unternehmen sollten untersuchen, wie groß der Radarquerschnitt (RCS) eines Kampfflugzeugs noch sein darf, um ein Überleben im feindlichen Luftraum mit großer Luftabwehrbedrohung sicherzustellen. Die DARPA fragte bei Fairchild-Republic, General Dynamics, Grumman, McDonnell Douglas und Northrop an, wonach jedoch Fairchild und Grumman wegen zu geringer Ingenieurskapazitäten umgehend absagten. General Dynamics war der Ansicht, dass eine Verringerung des RCS als alleinige Maßnahme nicht ausreichen kann, um den Vorstellungen der DARPA zu genügen. Diese lehnte es jedoch strikt ab auch zusätzliche Maßnahmen zur aktiven Radarstörung in die Untersuchungen mit einzubeziehen. Daraufhin zog sich General Dynamics aus dem Programm zurück.
Als letzte verbliebene Unternehmen erhielten danach Northrop und McDonnell Douglas jeweils einen mit 100.000 US-Dollar dotierten Vertrag. Die technischen Anforderungen waren sehr hoch, wenn man bedenkt, dass für eine Reduzierung der Erfassungsreichweite eines Flugzeugs um 90 % sein RCS um den Faktor 10.000 verringert werden muss. Vorhergehende Versuche zur RCS-Reduktion führten lediglich zu einer Verringerung um 50 %, was im realen Einsatz eine kaum erkennbare Auswirkung auf die Erfassungsreichweite hatte.
Lockheed war nicht zur Teilnahme an diesem Programm aufgefordert worden, da die Produktion des letzten entwickelten taktischen Kampfflugzeugs, der F-104, bereits zehn Jahre zuvor eingestellt worden war. Als Clarence Johnson, Lockheeds Chefentwickler, Kenntnis über das DARPA-Programm bekam, wies er die DARPA deutlich auf die bereits mit der SR-71 und A-12 gemachten Erfahrungen im Hinblick auf eine Reduzierung des Radarquerschnitts hin. Nachdem sich das von McDonnell Douglas vorgeschlagene Konzept zu stark auch auf aktive Maßnahmen der Störung des feindlichen Radars stützte, nahm die DARPA das Unternehmen aus dem Studienprogramm.
Für die Phase I des sich anschließenden Experimental Survivable Testbed (XST) Programms wählte die DARPA am 1. November 1975 offiziell die verbleibenden Unternehmen Lockheed und Northrop aus. Beide bauten zuerst vollmaßstäbliche Holz-Modelle ihrer Entwürfe für Untersuchungen in einer Radartesteinrichtung und in einem Windkanal. Für die Radartests wurden die Modelle auf der Holloman Air Force Base in New Mexico auf eine hohe Pfahlkonstruktion gesetzt. Die Tests ergaben bei der Radarbeurteilung einen leichten Vorteil für den Vorschlag von Lockheed, was zusammen mit dem bei den früheren Black Projects bereits gewonnenen Know-how und den Erfahrungen bei der Bearbeitung von Verbundwerkstoffen zum Erfolg für Lockheed führte.

### Have Blue

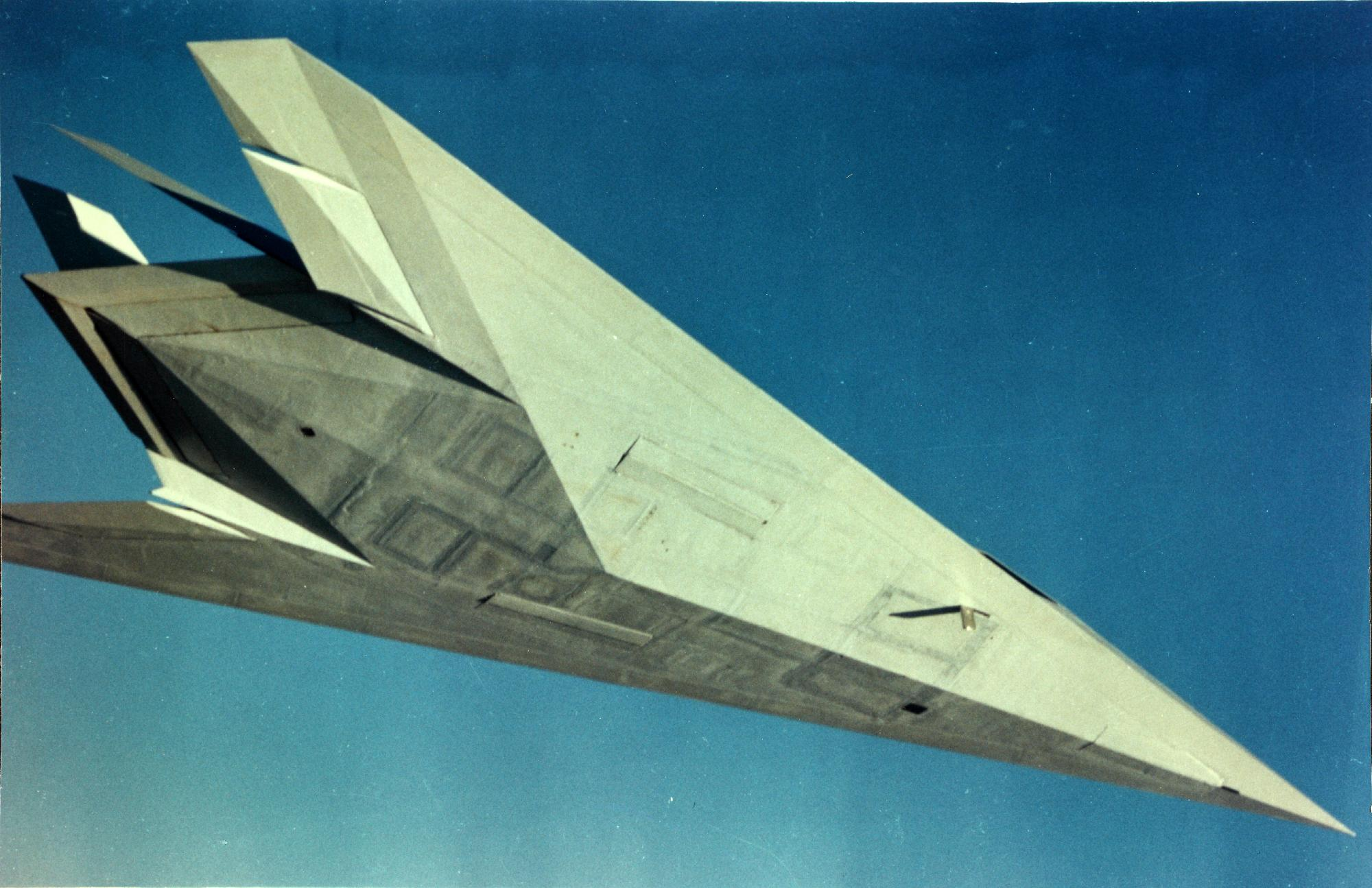
Have Blue im Flug

Im April 1976 erhielt Lockheed einen Vertrag über 19,2 Mio. US-Dollar für die Phase II des XST-Programms, den Bau von zwei flugfähigen Have-Blue-Prototypen, zum Nachweis der praktischen Umsetzbarkeit des Konzepts. Die Projektbetreuung wechselte in der Phase II von der DARPA zur US Air Force (USAF), die eine sehr hohe Geheimhaltungsstufe über das Projekt verhängte, so dass praktisch keine Informationen über die weitere Entwicklung mehr in die Öffentlichkeit gelangten. Die beiden Demonstrationsflugzeuge erhielten weder offizielle USAF-Bezeichnung noch USAF-Seriennummern, intern wurden sie als HB1001 (BLUE-01) und HB1002 (BLUE-02) bezeichnet. Üblich waren auch die Bezeichnungen XST-1 und XST-2. Der Erstflug der HB1001 erfolgte am 1. Dezember 1977 auf dem Testgelände am Groom Lake in Nevada. Die Maschine ging am 4. Mai 1978 bei ihrem 36. Flug verloren, nachdem es Schäden am Fahrwerk gegeben hatte. Bei der Landung fuhr das rechte hintere Rad nicht komplett aus. Der Pilot, Lockheeds Testpilot Bill Park, versuchte, es mit Flugmanövern aus dem Schacht zu rütteln, was jedoch fehlschlug. Daraufhin stieg er mit dem Schleudersitz aus, wobei er sich verletzte und seinen Beruf aufgeben musste. Die zweite Maschine flog am 20. Juli 1978 zum ersten Mal. Ohne die außen angebrachten Messeinrichtungen, die bei der HB1001 noch verwendet wurden, war dieses Flugzeug durch luftgestütztes Radar praktisch nicht erfassbar. Lediglich der Boeing E-3 AWACS gelang auf kurze Entfernung eine Erfassung. Während des 52. Flugs brach nach einem Hydraulikschaden Feuer an Bord aus, woraufhin der Pilot Oberstleutnant Dyson aussteigen musste. Die Kosten des Have-Blue-Programms lagen bei insgesamt 43 Mio. US-Dollar für beide Flugzeuge, wovon Lockheed selbst 10 Mio. US-Dollar trug.
Bei allen Testflügen wurde darauf geachtet, dass sich keine Spionagesatelliten über der Region befanden, sämtliches Personal ohne Zugang zu Have Blue wurde in die fensterlose Messe des Stützpunktes geschickt, um keinen Blick auf das Flugzeug erhaschen zu können. Im Hangar waren die Prototypen abgedeckt, wenn nicht an ihnen gearbeitet wurde.
Die Erprobungsergebnisse des Have-Blue-Programms veranlassten William Perry, damals Staatssekretär für Verteidigungsforschung und -entwicklung (Defense Under-Secretary for Research and Engineering), die Air Force dazu zu drängen, die Stealth-Technik auch an einem Einsatzflugzeug einzusetzen. Im Jahre 1980 gab Verteidigungsminister Harold Brown entsprechend bekannt, dass die Carter-Regierung die Ausgaben für Stealth-Projekte um den Faktor 100 erhöht hätte. Der Großteil der Gelder floss in die Entwicklung und Produktion eines voll einsatzfähigen Stealth-Kampfflugzeugs mit der Code-Bezeichnung Senior Trend, das danach als Lockheed F-117 bekannt wurde.

### Bezeichnung
Die Bezeichnung Have Blue entstand nach den Vorgaben der Direktive CJCSM 3150.29, wobei der erste Begriff Have fest dem Air Force Systems Command (AFSC) zugeordnet ist, während der zweite Namensbestandteil anscheinend beliebig gewählt werden konnte.

## Konstruktion
Die Prototypen waren bei 6,8 m Spannweite 14,4 m lang. Sie wurden angetrieben von zwei General Electric J85-GE-4A-Strahltriebwerken ohne Nachbrenner mit je 13,1 kN Schubkraft, die aus einer stillgelegten North American T-2B Buckeye ausgebaut wurden. Damit konnten die Maschinen ca. 970 km/h erreichen. Um die Produktion zu beschleunigen, wurden viele weitere Teile verwendet, die bereits in anderen Flugzeugen im Einsatz waren. So wurde zum Beispiel das Fahrwerk einer A-10 verwendet, die Instrumente aus einer F-5. Das Fly-by-Wire-Steuersystem entstammt einer F-16, musste allerdings angepasst werden, da die Have Blues um alle drei Achsen instabil ausgelegt waren. Zur Geschwindigkeitsmessung hatte der erste Prototyp ein konventionelles Staurohr. Da dieses Staurohr die Radarreflektivität des Flugzeuges erhöhte, hatte der zweite Prototyp kein solches Messsystem. Des Weiteren hatten die Flugzeuge keine Waffenschächte.